# Electronic Communication Network
Електронна комуникационна мрежа (ЕКМ) или Electronic communication network (ECN) е термин, използван във финансовите кръгове за типа компютърна система, която улеснява търгуването на финансови продукти извън фондовите борси. Основните продукти, които се търгуват в ЕКМ са книжа и валути. ЕКМ са създадени през 1998, когато американската SEC оторизира тяхното създаване.
|  | Тази страница частично или изцяло представлява превод на страницата Electronic Communication Network в Уикипедия на английски. Оригиналният текст, както и този превод, са защитени от Лиценза „Криейтив Комънс – Признание – Споделяне на споделеното“, а за съдържание, създадено преди юни 2009 година – от Лиценза за свободна документация на ГНУ. Прегледайте историята на редакциите на оригиналната страница, както и на преводната страница, за да видите списъка на съавторите. ВАЖНО: Този шаблон се отнася единствено до авторските права върху съдържанието на статията. Добавянето му не отменя изискването да се посочват конкретни източници на твърденията, които да бъдат благонадеждни. |